# Авдюкевич Лонгин Іванович
Лонгин Іванович Авдюкевич (1 листопада 1916, місто Вітебськ, тепер Білорусь — 8 січня 1988, місто Рига, тепер Латвія) — радянський діяч органів державної безпеки, голова КДБ при РМ Латвійської РСР, генерал-майор (1963). Член ЦК КП Латвії, кандидат у члени Бюро ЦК КП Латвії. Депутат Верховної Ради СРСР 7—10-го скликань.

## Життєпис
Народився в родині робітників. З 1923 року — наймит і робітник за наймом, вів прокомуністичну діяльність в Індровській волості Даугавпілського повіту Латвійської республіки. З 1938 по 1939 рік служив у латвійській армії.
Активно підтримував окупацію Латвії радянськими військами. З серпня 1940 року — на партійній та господарській роботі: інструктор Даугавпілського повітового комітету КП(б) Латвії, директор заводу та промислового комбінату. Член ВКП(б) з 1940 року.
У липні 1941 року евакуйований до міста Горького, працював ковалем на заводі. З 1941 року — слухач спецкурсів при Політичному управлінні Північно-Західного фронту РСЧА. У червні 1942 року закинутий у німецький тил, воював у складі Латиського партизанського полку «За Радянську Латвію», який діяв у Ленінградському партизанському краї та Калінінській області РРФСР. З липня 1942 року — комісар 2-го загону полку. У липніроку — серпні 1942 року брав участь у рейді до східної частини Латвії. З вересня 1942 року перебував на лікуванні у Підмосков'ї. З квітня 1943 року — секретар підпільного Латгальського окружного комітету КП(б) Латвії, одночасно з жовтня 1943 року — заступник комісара та в.о. комісара 1-ї Латиської партизанської бригади.
У 1944 році перебував у розпорядженні ЦК КП(б) Латвії, закінчив тримісячні курси при Вищій школі парторганізаторів при ЦК ВКП(б).
З жовтня 1944 року — секретар з кадрів, секретар Даугавпілського повітового комітету КП(б) Латвії; 1-й секретар Резекненського повітового (потім районного) комітету КП(б) Латвії.
З 1951 року — завідувач відділу ЦК КП(б) Латвії.
У 1955 році закінчив Вищу партійну школу при ЦК КПРС.
У серпні 1955 — січні 1958 року — заступник голови КДБ при РМ Латвійської РСР з кадрів. У січні 1958 — січні 1963 року — заступник голови КДБ при РМ Латвійської РСР.
30 січня 1963 — 21 листопада 1980 року — голова КДБ при РМ Латвійської РСР.
З грудня 1980 року — у відставці за віком; пенсіонер союзного значення в місті Ризі.

## Звання
- полковник (1955)
- генерал-майор (1963)

## Нагороди
- орден Леніна (.07.1950)
- орден Жовтневої Революції (.12.1977)
- два ордени Червоного Прапора (.10.1967, .08.1971)
- орден Трудового Червоного Прапора (1.10.1965)
- два ордени Вітчизняної війни
- медаль «За перемогу над Німеччиною у Великій Вітчизняній війні 1941—1945 рр.»
- медалі